# Human Rights First
Human Rights First (ранее известная как Lawyers Committee for Human Rights) — международная некоммерческая правозащитная организация, созданная в 1978 году для защиты прав беженцев и поддержки правозащитников по всему миру. В последнее время организация начала обращать усиленное внимание на:
- рост антисемитстких, расистских и антиисламских настроений, а также других форм ненависти в Европе,
- нарушения прав человека в США после событий 11 сентября 2001 года,
- военные преступления и преступления против человечности в таких местах как Дарфур

Свою деятельность основывает на принципе универсальности основных прав человека под лозунгом «Американские идеи, универсальные ценности».

## Правозащитная деятельность
Организация выпускает ежегодный отчет о ситуации с правами человека по всему миру (см. например отчет за 2013 год). Помимо этого:
- В 2006-м году опубликовала подробное расследование обстоятельств гибели заключённых в американских тюрьмах Ирака и Афганистана[2].
- В 2007-м году совместно с правозащитной организацией Physicians for Human Rights опубликовала подробный отчет о силовых методах воздействия на узников в секретных тюрьмах ЦРУ[3]
- В 2008-м году ежегодной премии организации удостоен координатор молодёжного движения «Оборона» Олег Козловский[4]
- В 2013-м году:
  - организация призвала Конгресс США запретить Пентагону закупать авиатехнику у «Рособоронэкспорта»[5]
  - опубликован развернутый доклад о нарушениях прав ЛГБТ-людей в России[6]